# Матус Олександр Васильович
Олекса́ндр Васи́льович Матус (18 вересня 1981 — 20 квітня 2018) — солдат Збройних сил України, учасник російсько-української війни.

## Життєпис
Народився 1981 року в місті Лисичанськ (Луганська область); 2004-го закінчив Луганський державний університет внутрішніх справ імені Едуарда Дідоренка. Майстер спорту з кікбоксингу, неодноразово ставав чемпіоном України з кікбоксингу, призер чемпіонату України з боксу.
30 червня 2017-го підписав контракт, після навчання 11 вересня прибув до свого підрозділу; солдат, розвідник розвідроти 53-ї бригади.
20 квітня 2018 року загинув близько 2:30 ночі поблизу села Кримське (Новоайдарський район) внаслідок обстрілу терористами з озброєння БМП, ще один боєць зазнав поранення.
22 квітня 2018 року похований у Лисичанську.
Без Олександра лишилась дружина та дві доньки.

## Нагороди та вшанування
- указом Президента України № 189/2018 від 27 червня 2018 року «за особисту мужність і самовіддані дії, виявлені у захисті державного суверенітету та територіальної цілісності України, зразкового виконання військового обов'язку» — нагороджений орденом «За мужність» III ступеня (посмертно)[1]